# Beach-volley aux Jeux panaméricains
Le beach volley aux Jeux panaméricains est une discipline présente depuis les Jeux de 1999 à Winnipeg. 

## Palmarès

### Hommes
| N°  | Édition | Ville hôte     | Vainqueurs                               | Finalistes                                 | Troisième place                              |
| --- | ------- | -------------- | ---------------------------------------- | ------------------------------------------ | -------------------------------------------- |
| 1re | 1999    | Winnipeg       | Jody Holden et Conrad Leinemann Canada   | Lula Barbosa et Adriano Garrido Brésil     | Roberto Lopes et Franco Neto Brésil          |
| 2e  | 2003    | Saint-Domingue | Francisco Álvarez et Juan Rossell Cuba   | Luizão Correa et Paulo Emilio Silva Brésil | Ramón Hernández et Raul Papaleo Porto Rico   |
| 3e  | 2007    | Rio de Janeiro | Emanuel Rego et Ricardo Santos Brésil    | Ty Loomis et Hans Stolfus États-Unis       | Francisco Álvarez et Leonel Munder Cuba      |
| 4e  | 2011    | Guadalajara    | Emanuel Rego et Alison Cerutti Brésil    | Igor Hernandez et Farid Mussa Venezuela    | Santiago Etchgaray et Pablo Suarez Argentine |
| 5e  | 2015    | Toronto        | Rodolfo Ontiveros et Juan Virgen Mexique | Vitor Araujo et Álvaro Morais Filho Brésil | Nivaldo Diaz et Sergio González Cuba         |
| 6e  | 2019    | Lima           | Marco Grimalt et Esteban Grimalt Chili   | Juan Virgen et Rodolfo Ontiveros Mexique   | Nicolás Capogrosso et Julián Azaad Argentine |

### Femmes
| N°  | Édition | Ville hôte     | Vainqueurs                                           | Finalistes                               | Troisième place                                 |
| --- | ------- | -------------- | ---------------------------------------------------- | ---------------------------------------- | ----------------------------------------------- |
| 1re | 1999    | Winnipeg       | Shelda Bede et Adriana Behar Brésil                  | Marsha Miller et Jenny Pavley États-Unis | Laura Almaral et Mayra Huerta Mexique           |
| 2e  | 2003    | Saint-Domingue | Dalixia Fernández et Tamara Larrea Cuba              | Mayra Garcia et Hilda Gaxiola Mexique    | Larissa França et Ana Richa Brésil              |
| 3e  | 2007    | Rio de Janeiro | Juliana Felisberta da Silva et Larissa França Brésil | Dalixia Fernández et Tamara Larrea Cuba  | Bibiana Candelas et Mayra García Mexique        |
| 4e  | 2011    | Guadalajara    | Juliana Felisberta da Silva et Larissa França Brésil | Bibiana Candelas et Mayra García Mexique | Yarleen Santiago et Yamileska Yantin Porto Rico |
| 5e  | 2015    | Toronto        | Ana Gallay et Georgina Klug Argentine                | Lianma Flores et Leila Martinez Cuba     | Carolina Horta et Liliane Maestrini Brésil      |
| 6e  | 2019    | Lima           | Karissa Cook et Jace Pardon États-Unis               | Ana Gallay et Fernanda Pereyra Argentine | Carolina Horta et Ângela Lavalle Brésil         |